# Lijst van rijksmonumenten in Dijk en Waard
De Nederlandse gemeente Dijk en Waard telt 17 inschrijvingen in het rijksmonumentenregister. Hieronder een overzicht.

## Broek op Langedijk
De plaats Broek op Langedijk telt 3 inschrijvingen in het rijksmonumentenregister.
| Object                    | Oorspronkelijke functie?  | Bouwjaar | Architect | Locatie        | Coördinaten?                  | Nr.?  | Afbeelding        |
| ------------------------- | ------------------------- | --- | --------- | -------------- | ----------------------------- | ----- | ----------------- |
| Nederlands Hervormde Kerk | Kerk en kerkonderdeel     | eerste kwart 16e eeuw (schip) 15e eeuw (koor) 1709 (preekstoel) derde kwart 17e eeuw (doopboog) 1642 (tiengebodenbord) 1655 (avondmaalbekers) 1504 (klokkestoel) |           | Dorpsstraat 72 | 52° 40' 39" NB, 4° 48' 30" OL | 23923 | Meer afbeeldingen |
| Veilinggebouw             | Handel en kantoor         | 1922 |           | Dorpsstraat 97 | 52° 40' 44" NB, 4° 48' 26" OL | 23924 | Meer afbeeldingen |
| Molen D / Oosterdel       | Industrie- en poldermolen | 1868 |           | Oosterdijk 1   | 52° 40' 30" NB, 4° 49' 34" OL | 23925 | Meer afbeeldingen |

## Heerhugowaard
De plaats Heerhugowaard telt 3 inschrijvingen in het rijksmonumentenregister.
| Object | Oorspronkelijke functie?  | Bouwjaar     | Architect | Locatie          | Coördinaten?                  | Nr.?  | Afbeelding        |
| --- | ------------------------- | ------------ | --------- | ---------------- | ----------------------------- | ----- | ----------------- |
| De Leeuwenhof | Boerderij                 | 18e/19e eeuw |           | Middenweg 22     | 52° 39' 4" NB, 4° 48' 42" OL  | 21078 | Meer afbeeldingen |
| Stolphoeve met koehuisstraat. Houten middentop boven de voorgevel. Negenruitsschuifvensters. Opkamertje. Inwendig: tegeltableau | Boerderij                 | 18e eeuw     |           | Middenweg 23     | 52° 39' 22" NB, 4° 49' 10" OL | 21079 | Meer afbeeldingen |
| Veenhuizer | Industrie- en poldermolen | ca. 1650     |           | Veenhuizerkade 3 | 52° 41' 43" NB, 4° 53' 27" OL | 21081 | Meer afbeeldingen |

## 't Kruis
De plaats 't Kruis telt 3 inschrijvingen in het rijksmonumentenregister.
| Object                                                                | Oorspronkelijke functie? | Bouwjaar                           | Architect | Locatie                | Coördinaten?                  | Nr.?   | Afbeelding                                                            |
| --------------------------------------------------------------------- | ------------------------ | ---------------------------------- | --------- | ---------------------- | ----------------------------- | ------ | --------------------------------------------------------------------- |
| Stolpboerderij                                                        | Boerderij                | 17e eeuw (bouw) 1860 (uitbreiding) |           | Jan Glijnisweg 27A     | 52° 38' 46" NB, 4° 49' 60" OL | 501506 | Stolpboerderij                                                        |
| Erf van het boerderijcomplex Jan Glijnisweg 29                        | Boerderij                | 1860                               |           | Jan Glijnisweg bij 27A | 52° 38' 46" NB, 4° 49' 60" OL | 501512 | Upload foto                                                           |
| Hekpijlers van toegangshek van het boerderijcomplex Jan Glijnisweg 29 | Erfscheiding             | 1860                               |           | Jan Glijnisweg bij 27A | 52° 38' 46" NB, 4° 49' 60" OL | 501518 | Hekpijlers van toegangshek van het boerderijcomplex Jan Glijnisweg 29 |

## Noord-Scharwoude
De plaats Noord-Scharwoude telt 2 inschrijvingen in het rijksmonumentenregister.
| Object                            | Oorspronkelijke functie? | Bouwjaar | Architect    | Locatie            | Coördinaten?                  | Nr.?   | Afbeelding        |
| --------------------------------- | ------------------------ | -------- | ------------ | ------------------ | ----------------------------- | ------ | ----------------- |
| Sint-Jan-de-Doperkerk             | Kerk en kerkonderdeel    | 1905     | P.J. Bekkers | Dorpsstraat 516A   | 52° 41' 53" NB, 4° 48' 39" OL | 508247 | Meer afbeeldingen |
| Noordhollandsche Conservenfabriek | Industrie                | 1878     |              | Voorburggracht 301 | 52° 42' 16" NB, 4° 48' 37" OL | 508248 | Meer afbeeldingen |

## Oudkarspel
De plaats Oudkarspel telt 2 inschrijvingen in het rijksmonumentenregister.
| Object                                   | Oorspronkelijke functie? | Bouwjaar                                           | Architect | Locatie         | Coördinaten?                  | Nr.?  | Afbeelding        |
| ---------------------------------------- | ------------------------ | -------------------------------------------------- | --------- | --------------- | ----------------------------- | ----- | ----------------- |
| Voormalige raadhuis                      | Overheidsgebouw          | 1744                                               |           | Dorpsstraat 861 | 52° 42' 50" NB, 4° 48' 14" OL | 23926 | Meer afbeeldingen |
| Allemanskerk (of Oude Sint Maartenskerk) | Kerk en kerkonderdeel    | 11e eeuw (resten) 15e eeuw (koor) 13e eeuw (toren) |           | Dorpsstraat 878 | 52° 42' 55" NB, 4° 48' 14" OL | 23927 | Meer afbeeldingen |

## Sint Pancras
De plaats Sint Pancras telt 2 inschrijvingen in het rijksmonumentenregister.
| Object                    | Oorspronkelijke functie?  | Bouwjaar | Architect | Locatie      | Coördinaten?                  | Nr.?  | Afbeelding        |
| ------------------------- | ------------------------- | -------- | --------- | ------------ | ----------------------------- | ----- | ----------------- |
| Nederlands Hervormde Kerk | Kerk en kerkonderdeel     | ca. 1500 |           | Kerkplein 1  | 52° 39' 56" NB, 4° 47' 12" OL | 33664 | Meer afbeeldingen |
| Molen A                   | Industrie- en poldermolen | 1663     |           | Oosterdijk 1 | 52° 39' 51" NB, 4° 47' 56" OL | 33665 | Meer afbeeldingen |

## Veenhuizen
De plaats Veenhuizen telt 1 inschrijving in het rijksmonumentenregister.
| Object                                                   | Oorspronkelijke functie? | Bouwjaar | Architect | Locatie    | Coördinaten?                 | Nr.?  | Afbeelding        |
| -------------------------------------------------------- | ------------------------ | -------- | --------- | ---------- | ---------------------------- | ----- | ----------------- |
| Praalgraf van Reinoud van Brederode in de Hervormde kerk | Vanwege onderdelen kerk  | 1633     |           | Kerkweg 26 | 52° 42' 9" NB, 4° 53' 26" OL | 21082 | Meer afbeeldingen |

## Zuid-Scharwoude
De plaats Zuid-Scharwoude telt 1 inschrijving in het rijksmonumentenregister.
| Object                    | Oorspronkelijke functie? | Bouwjaar | Architect | Locatie | Coördinaten?                  | Nr.?  | Afbeelding        |
| ------------------------- | ------------------------ | --- | --------- | ------- | ----------------------------- | ----- | ----------------- |
| Nederlands Hervormde Kerk | Kerk en kerkonderdeel    | 1905 (westgevel) tweede helft 17e eeuw (preekstoel) laatste kwart 17e eeuw (doopboog) 1612 en ouder (zerken) 1881 (orgel) 1912 (klokkestoel) ca. 1900 (torenuurwerk) |           | Koog 30 | 52° 41' 40" NB, 4° 48' 51" OL | 23928 | Meer afbeeldingen |